# 学校法人カリタス学園
学校法人カリタス学園（がっこうほうじんカリタスがくえん）とは、ケベック・カリタス修道女会創設の学校法人。
1960年設立。法人本部のほか、運営するカリタス幼稚園、カリタス小学校、カリタス女子中学高等学校すべてが神奈川県川崎市多摩区中野島に所在する。この他、神奈川県横浜市青葉区にカリタス女子短期大学を設置していたが2017年に閉学した。

## 学園関係者
- 理事長  齋藤哲郎
- 中学高等学校 校長 萩原千加子
- 小学校 校長 内藤貞子
- 幼稚園 園長 木田まゆみ

## 沿革
- 1953年 ケベック・カリタス修道女会の3人のシスターが来日
- 1954年 東京都世田谷区若林にケベック・カリタス修道女会本部修道院を設置
- 1957年 カリタス学生寮開設
- 1960年 学校法人カリタス学園を設立
- 1961年 神奈川県川崎市多摩区中野島にカリタス修道学院開設、カリタス女子中学高等学校を開設
- 1962年 カリタス幼稚園を開設
- 1963年 カリタス小学校を開設
- 1964年 カリタス女子高等学校に専攻科を新設、小学校校舎が落成
- 1966年 カリタス女子短期大学英語科を開設
- 1967年 幼稚園から短期大学までの一貫教育が完成
- 2006年 4月より中高新校舎での授業を本格的に開始
- 2010年 カリタス学園創立50周年を迎える[3]
- 2013年 8月にカリタス女子短期大学の2015年度学生募集停止を発表[4]
- 2017年 カリタス女子短期大学を閉学[5]

## 運営
- カリタス幼稚園
- カリタス小学校
- カリタス女子中学校・高等学校
- カリタス女子短期大学（2017年閉学）